# Josef Sauer
Josef Sauer (* 4. Mai 1893 in Bamberg; † 12. März 1967 in München) war ein deutscher Zeichner und Karikaturist.

## Leben
Nach dem Studium an der Nürnberger Hochschule für Angewandte Kunst als Meisterschüler bei  Max Körner von 1923 bis 1927 zählte Sauer ab 1928 zum Kreis um Olaf Gulbransson und Thomas Theodor Heine. Es folgen Veröffentlichungen in Die Jugend, Simplicissimus und  Nebelspalter.
1940 war Sauer mit einer Porträtzeichnung auf der Große Deutsche Kunstausstellung in München vertreten.
Ab 1955 erhielt er Unterstützung bei der Neuherausgabe des „Simplicissimus“, und tätigte häufig Nachdrucke seiner Arbeiten im Spiegel.
1952 bekam er den Albrecht Dürer-Preis der Stadt Nürnberg, 1956 den Großen Preis / Gran Diploma d’Onore in Bordighera beim „Salone Internazionale dell’Umorismo“ und 1964 den Joseph-E.-Drexel-Preis.
1959 wurde er wegen Beleidigung des Staatsministers Hundhammer verurteilt.
Einer seiner Söhne ist der Regisseur, Drehbuchautor und Filmproduzent Helmer von Lützelburg.